# Dubrava (żupania zagrzebska)
Dubrava – wieś w Chorwacji, w żupanii zagrzebskiej, w gminie Dubrava. W 2011 roku liczyła 1298 mieszkańców.